# Чуєв Ілля Вікторович
Ілля Чуєв (31 березня 1984) — український плавець.
Учасник Олімпійських Ігор 2012 року.